# Sandrine Hurel
Sandrine Hurel, née le 7 août 1968 à Lisieux (Calvados), est une femme politique française. Elle est députée PS de la 6e circonscription de la Seine-Maritime de 2012 à 2015.

## Biographie
Sandrine Hurel est la fille de Gilbert Hurel, ancien maire de Touques (Calvados).
Membre du Parti socialiste depuis sa jeunesse, Sandrine Hurel a obtenu son premier mandat électoral en 2001 en étant élue conseillère municipale de Dieppe (Seine-Maritime).
Proche de l'ancien Premier ministre Laurent Fabius et homme fort du département, elle a été élue en 2004 conseillère générale du canton de Dieppe-Est et conseillère régionale de Haute-Normandie. À la suite de ces deux élections, elle a quitté le conseil municipal de Dieppe pour se conformer à la loi sur le cumul des mandats.
Sur le plan professionnel, elle a été assistante parlementaire du sénateur socialiste du Gard Claude Pradille avant d’être l'assistante de Henri Weber, sénateur socialiste de Seine-Maritime de 1995 à 2004 avant de le remplacer au Palais du Luxembourg. Elle devient sénatrice de Seine-Maritime le 26 septembre 2004.
Battue aux élections législatives de 2002 à Dieppe, elle a été élue le 17 juin 2007 députée de la 11e circonscription de Seine-Maritime avec 52,20 % des voix contre 47,80 % à Jean Bazin (UMP) dans un contexte local relativement favorable, à la suite des dissensions internes au sein de droite locale. Elle reprend alors le siège détenu par le maire CNI de Dieppe, Édouard Leveau (éliminé dès le premier tour) et autrefois par le gaulliste Raymond Offroy.
Elle se représente en 2012 sur un nouveau territoire issu du redécoupage de 2010. Après le premier tour, dont elle sort en tête, elle l'emporte face au député sortant UMP, Michel Lejeune, avec 54,6 % des suffrages exprimés.
Lors des élections départementales de 2015 en Seine-Maritime, dans le nouveau canton de Dieppe-2, avec 22,71 % des voix, le binôme qu'elle constitue avec Bernard Brébion est battu dès le premier tour face aux candidats du Front national (28,98 %) et d'union de la Droite (28,71 %) 
Le 22 décembre 2009, elle épouse Alain Le Vern, alors président du conseil régional et sénateur PS.
Fin août 2015, sa mission parlementaire sur la politique vaccinale française est prolongée pour dépasser six mois, ce qui entraîne son remplacement par sa suppléante et belle-fille Marie Le Vern, conseillère générale du canton de Blangy-sur-Bresle de 2011 à 2015, devenue conseillère départementale du canton d'Eu. Cette passation de pouvoir permet au Parti socialiste d'éviter une élection législative partielle et est commentée de manière critique dans la presse et par l'opposition politique,.

## Mandats politiques

### Mandats locaux
- du 18 mars 2001 au 28 mars 2004 : conseillère municipale de Dieppe
- 2004-2015 : conseillère générale du canton de Dieppe-Est

### Conseil régional
- du 28 mars 2004 au 31 décembre 2004 : vice-présidente du conseil régional de Haute-Normandie

### Parlement
- du 26 septembre 2004 au 28 juin 2007 : sénatrice de la Seine-Maritime
- du 20 juin 2007 au 19 juin 2012 : députée de la 11e circonscription de la Seine-Maritime
- du 20 juin 2012 au 27 août 2015 : députée de la 6e circonscription de la Seine-Maritime